# 平野早矢香
平野早矢香（日语：／ Hirano Sayaka，1985年3月24日—），日本前女子乒乓球运动员。栃木縣出生，畢業於仙台育英学園秀光中学校及仙台育英学園高校，曾隸屬於ミキハウス。

## 早年经历
平野出生于乒乓世家，5岁时在家庭的耳濡目染下开始打乒乓球。小学时期在華卓会（- 小4）・城山クラブ（小5 -）学习乒乓球。她曾就读于仙台育英学园秀光初中与仙台育英学园高中。初中时期，她在全国比赛中获得第三名；高中时期荣获全日本青少年乒乓球锦标赛冠军。高中毕业后便加入ミキハウス。

## 簡歷
2010年11月，平野代表日本出戰廣州亞運會，參加乒乓球比賽的女子單打及團體項目。

## 出演
电视台
- Good! Morning（朝日电视台）
- Table Tennis Japan!（BS东视）
- 狮子的对拳（富士电视台）

广播
- 草野満代 夕暮れWONDER4（2019年9月17日，日本放送）